# Тенеси Трий
Тенеси Трий (на английски: The Tennessee Three) е подкрепящата банда на кънтри и рокабили певеца Джони Кеш от САЩ в продължение на близо 25 години, до времето, когато се преорганизира и преименува на Грейт Ейтис Ейт през 1980 г.
Тя осигурява уникалното музикално обезпечение, което е припознато от почитателите на певеца като „звученето на Джони Кеш“.